# Sterven in Italbar
Sterven in Italbar (Engelse titel: To die in Italbar) is een sciencefictionroman uit 1973 van de Amerikaanse schrijver Roger Zelazny. Het origineel werd uitgebracht door uitgeverij Doubleday & Company. De Nederlandse versie werd in 1975 uitgegeven door Uitgeverij Het Spectrum in de Prisma Pocketsreeks onder catalogusnummer 1707 tegen een verkoopprijs van 6,90 gulden. 
Het Vrije Volk omschreef het in 1975 als een voorbeeld van Zelazny’s mooie taalgebruik.

## Verhaal
Het boek beschrijft een klopjacht van onder meer een hooggeplaatst militair en een medicus in de verre toekomst. Zij zijn voor eigen gewin op zoek naar Heidel von Hymack (kortweg H), een tot heilige verklaard persoon. Hij is in staat binnen enkele dagen een immuniteit te ontwikkelen tegen nieuwe dodelijke ziektekiemen die zijn lichaam binnendringen. Nadat die immuniteit optreedt kan hij andere mensen/wezens helpen te genezen van die ziekte. Een zwak punt echter is dat gedurende die ontwikkeling tot immuniteit mensen/wezens om hem heen op grote schaal sterven. Als hij een jong meisje probeert te redden van een dodelijke ziekte, wordt zijn begeleidingsgroep behoorlijk uitgedund. De Aarde is in die jaren nog nauwelijks bewoond; de contouren van grote steden zijn nog wel zichtbaar, maar de steden zelf zijn onbewoonbaar geworden.